# Wandering Witch
 (juillet 2021).
Si vous disposez d'ouvrages ou d'articles de référence ou si vous connaissez des sites web de qualité traitant du thème abordé ici, merci de compléter l'article en donnant les références utiles à sa vérifiabilité et en les liant à la section « Notes et références ».
Wandering Witch (魔女の旅々, Majo no Tabitabi) est un light novel écrit par Shiraishi Jougi et illustré par Azure. Depuis avril 2016, 24 tomes ont été publiés par Square Enix.
L'œuvre est adaptée en une série manga scénarisée par Shiraishi Jougi et dessinée par Nanao Ikki, prépubliée dans le Gangan Online à partir de novembre 2018 et publiée en volumes reliés par l'éditeur Square Enix. La version française est éditée par Kurokawa à partir de juillet 2021 et la version anglaise par Square Enix.
Une adaptation en une série télévisée d'animation par le studio C2C a été diffusée au Japon du 2 octobre 2020 au 18 décembre 2020.

## Synopsis
Elaina est une jeune sorcière sillonnant un monde vaste et rempli de créatures et de civilisations surprenantes. Suivez ses aventures, ses rencontres et ses découvertes au gré de ses voyages.

## Personnages
Elaina (イレイナ, Ireina)
Voix japonaise : Kaede Hondo
Elaina a grandi en lisant des histoires sur les aventures d'une sorcière nommée Victorica. Elle est devenue sorcière pour explorer le monde. Elle est connue sous le nom de "La sorcière de cendre".
Fran (フラン, Furan)
Voix japonaise : Kana Hanazawa
Connue sous le nom de "Stardust Witch" (la sorcière de la poussière d'étoiles). Elle est le mentor d'Elaina. Sous son attitude décontractée se cache une sorcière incroyablement puissante et bien informée. Elle a été disciple de Victorica. La chose la plus importante qu'elle a enseignée à Elaina est de se défendre et de ne pas se contenter de subir les mauvais traitements dans l'espoir que tout s'arrange.
Saya (サヤ)
Voix japonaise : Tomoyo Kurosawa
Il s'agit d'une apprentie sorcière (au début de l'histoire). Elle compte beaucoup sur les autres et manque de confiance en soi. Elle voue un amour fou à Elaina, au point qu'elle a demandé à son mentor un nom qui la rapprocherait de la sorcière de cendre : lors de son intronisation, elle a finalement été nommée "la sorcière de charbon".
Sheila (シーラ, Shīra)
Voix japonaise : Yōko Hikasa
Connue sur le nom de "Night Witch", elle est membre de l'Association de magie qui enquête sur les abus. Elle est le mentor de Saya et Mira. Comme Fran, elle a été disciple de Victorica.
Mina (ミナ)
Voix japonaise : Minami Takahashi
Il s'agit de la petite sœur de Saya. Elle est très colérique et distante. Elle a été séparée de Saya - dont elle était très proche - lorsqu'elle a rejoint Sheila à l'Association de magie. Elle est jalouse de la proximité entre Saya et Elaina.

## Médias

### Light novel
La série de light novel est publiée par SB Creative depuis le 15 avril 2016 au Japon. Vingt-quatre volumes sont publiés au 13 mars 2025.

#### Liste des volumes dulight novel
| no | Japonais          | Japonais                                                                 |
| no | Date de sortie    | ISBN                                                                     |
| -- | ----------------- | ------------------------------------------------------------------------ |
| 1  | 15 avril 2016     | 978-4-7973-8435-2                                                        |
| 2  | 15 juillet 2016   | 978-4-79-738816-9                                                        |
| 3  | 15 décembre 2016  | 978-4-79-738924-1                                                        |
| 4  | 15 juillet 2017   | 978-4-79-739286-9                                                        |
| 5  | 15 novembre 2017  | 978-4-79-739399-6                                                        |
| 6  | 15 mars 2018      | 978-4-79-739565-5                                                        |
| 7  | 14 juin 2018      | 978-4-79-739613-3                                                        |
| 8  | 15 novembre 2018  | 978-4-79-739715-4 (édition standard) 978-4-79-739612-6 (édition limitée) |
| 9  | 15 avril 2019     | 978-4-8156-0099-0                                                        |
| 10 | 9 août 2019       | 978-4-81-560170-6 (édition standard) 978-4-81-560171-3 (édition limitée) |
| 11 | 14 novembre 2019  | 978-4-81-560374-8                                                        |
| 12 | 14 avril 2020     | 978-4-81-560377-9 (édition standard) 978-4-81-560376-2 (édition limitée) |
| 13 | 14 juillet 2020   | 978-4-81-560486-8 (édition standard) 978-4-81-560485-1 (édition limitée) |
| 14 | 14 octobre 2020   | 978-4-81-560488-2 (édition standard) 978-4-81-560487-5 (édition limitée) |
| 15 | 10 décembre 2020  | 978-4-81-560797-5                                                        |
| 16 | 12 mars 2021      | 978-4-81-560829-3 (édition standard) 978-4-81-560828-6 (édition limitée) |
| 17 | 14 juillet 2021   | 978-4-81-560831-6 (édition standard) 978-4-81-560830-9 (édition limitée) |
| 18 | 14 janvier 2022   | 978-4-8156-1027-2 (édition standard) 978-4-8156-1368-6 (édition limitée) |
| 19 | 14 septembre 2022 | 978-4-8156-1543-7 (édition standard) 978-4-8156-1542-0 (édition limitée) |
| 20 | 15 mars 2023      | 978-4-8156-1704-2 (édition standard) 978-4-8156-1703-5 (édition limitée) |
| 21 | 14 octobre 2023   | 978-4-8156-1972-5 (édition standard) 978-4-8156-1971-8 (édition limitée) |
| 22 | 15 mars 2024      | 978-4-8156-1973-2 (édition standard) 978-4-8156-2487-3 (édition limitée) |
| 23 | 13 octobre 2024   | 978-4-8156-2576-4 (édition standard) 978-4-8156-2597-9 (édition limitée) |
| 24 | 15 mars 2025      | 978-4-8156-2579-5 (édition standard) 978-4-8156-3112-3 (édition limitée) |

#### Manga
Une adaptation manga scénarisée par Shiraishi Jougi et dessinée par Nanao Ikki débute sa prépublication dans le Gangan Online sorti le 29 novembre 2018. L'éditeur Square Enix publie les chapitres en  tankōbon avec un premier volume sorti le 12 avril 2019. Six volumes sont sortis au 5 juillet 2024. La version française est publiée par Kurokawa avec un premier volume sorti le 8 juillet 2021.

##### Liste des volumes
| no | Japonais         | Japonais          | Français        | Français          |
| no | Date de sortie   | ISBN              | Date de sortie  | ISBN              |
| -- | ---------------- | ----------------- | --------------- | ----------------- |
| 1  | 12 avril 2019    | 978-4-75-756093-2 | 8 juillet 2021  | 978-2-38-071158-5 |
| 2  | 25 décembre 2019 | 978-4-75-756429-9 | 14 octobre 2021 | 978-2-38-071159-2 |
| 3  | 7 décembre 2020  | 978-4-75-756991-1 | 10 février 2022 | 978-2-38-071264-3 |
| 4  | 7 mars 2022      | 978-4-75-757776-3 | 18 août 2022    | 978-2-38-071319-0 |
| 5  | 7 mars 2023      | 978-4-7575-8452-5 | 7 décembre 2023 | 978-2-38-071320-6 |
| 6  | 5 juillet 2024   | 978-4-7575-9291-9 | 5 décembre 2024 | 979-10-420-1490-2 |

## Anime
Une adaptation en anime est annoncée le 19 octobre 2019 durant l'évènement GA Fes 2019. La série est réalisée par le studio C2C, elle contient 12 épisodes diffusés du 2 octobre 2020 au 18 décembre 2020. Au Japon, les chaînes diffusant la série sont AT-X, Tokyo MX, KBS, SUN, BS11 et TVA. En France, Wakanim dispose des droits de diffusion sur sa plateforme.

### Liste des épisodes
| No | Titre français                                         | Titre japonais                         | Titre japonais                                       | Date de 1re diffusion |
| No | Titre français                                         | Kanji                                  | Rōmaji                                               | Date de 1re diffusion |
| -- | ------------------------------------------------------ | -------------------------------------- | ---------------------------------------------------- | --------------------- |
| 1  | Elaina l'apprentie sorcière                            | 魔女見習いイレイナ                     | Majo Minarai Ireina                                  | 2 octobre 2020        |
| 2  | Le pays des mages                                      | 魔法使いの国                           | Mahōtsukai no Kuni                                   | 9 octobre 2020        |
| 3  | La fille à la beauté florale                           | 花のように可憐な彼女 / 瓶詰めの幸せ    | Hana no Yō ni Karen'na Kanojo / Bindzume no Shiawase | 16 octobre 2020       |
| 4  | La princesse sans peuple                               | 民なき国の王女                         | Min Naki Kuni no Ōjo                                 | 23 octobre 2020       |
| 5  | Le royaume de Celesteria                               | 王立セレステリア                       | Ōritsu Seresuteria                                   | 30 octobre 2020       |
| 6  | Le pays des honnêtes gens                              | 正直者の国                             | Shōjiki Mono no Kuni                                 | 6 novembre 2020       |
| 7  | Le mur des voyageurs                                   | 旅人が刻む壁 / ぶどう踏みの少女        | Tabibito ga Kizamu Kabe / Budō Fumi no Shōjo         | 13 novembre 2020      |
| 8  | Le trancheur fou                                       | 切り裂き魔                             | Kirisaki Ma                                          | 20 novembre 2020      |
| 9  | Un chagrin du passé                                    | 遡る嘆き                               | Sakanoboru Nageki                                    | 27 novembre 2020      |
| 10 | Les deux maîtres                                       | 二人の師匠                             | Futari no Shishō                                     | 4 décembre 2020       |
| 11 | Les deux disciples                                     | 二人の弟子                             | Futari no Deshi                                      | 11 décembre 2020      |
| 12 | L'histoire ordinaire de toutes les sorcières de cendre | ありとあらゆるありふれた灰の魔女の物語 | Aritoarayuru Arifureta Hai no Majo no Monogatari     | 18 décembre 2020      |